# 元谷金次郎
元谷 金次郎（もとたに　きんじろう、1956年6月29日 -）は大阪府出身の日本の柔道家。段位は八段。現役時代は95kg級の選手。身長173cm。寝技の名手として知られる。

## 人物
尽誠学園高校3年の時にインターハイの重量級で3位となった。新人体重別では中量級に出場して決勝まで進むが、天理大学の七条和己に敗れて2位だった。
日本大学へ進学すると、1年の時には新人体重別の軽重量級決勝で東海大学の富田康之に敗れた。2年の時には新人体重別で3位だった。3年の時には優勝大会でチームの3位に貢献すると、全日本学生選手権の軽重量級では2位になった。4年の時には世界学生の95kg級で2位だった。
大学を卒業して大阪府警の所属となると、1982年の全日本選手権で5位、体重別95kg級では同じ大阪府警察の後輩である三原正人を破って優勝を飾った。嘉納杯では3位となった。1983年の講道館杯で3位になると、体重別では同じ大阪府警の高沢雅樹に敗れて2連覇はならなかった。全国警察柔道選手権大会の無差別では優勝を飾った。1984年の体重別では3位だった。1987年の全日本選手権では得意の寝技を武器に予想外の活躍で決勝まで進むと、2連覇を狙っていた天理大学教員の正木嘉美との対戦になった。その決勝では前半に正木が元谷の裾を握り続けたために指導が与えられた。その後正木が得意の出足払で有効を取るも、後半両者指導が与えられて正木は注意となりポイントで並ぶことになった。結局判定まで縺れ込むが0-2で敗れて2位だった(正木が取った指導は講道館ルールではポイントにならないが判定の材料となる)。全国警察柔道選手権大会では2度目の優勝を果たした。その一方で4度も2位に終わっているが、その全てが滋賀県警の伊藤久雄に敗れてのものだった。
なお、北京オリンピックの100kg超級で金メダルを獲得した石井慧は清風中学時代に修道館で元谷に寝技を指導された。

## 主な戦績
- 1974年　- インターハイ　　重量級 3位
- 1974年 -　新人体重別　中量級　2位
- 1975年 -　新人体重別　軽重量級
- 1976年 -　新人体重別　軽重量級　3位
- 1977年 -　優勝大会　3位
- 1977年 -　全日本学生選手権　軽重量級　2位

95kg級での戦績
- 1978年 -　世界学生　2位
- 1981年 -　全国警察柔道選手権大会　2位
- 1982年 -　全日本選手権　5位
- 1982年 -　体重別　優勝
- 1982年 -　全国警察柔道選手権大会　2位(無差別)
- 1982年 -　嘉納杯　3位
- 1983年 -　講道館杯 3位
- 1983年 -　環太平洋柔道選手権大会　2位
- 1983年 -　体重別　2位
- 1983年 -　全国警察柔道選手権大会　優勝(無差別)
- 1984年 -　体重別　3位
- 1985年 -　全国警察柔道選手権大会　2位(無差別)
- 1986年 -　全国警察柔道選手権大会　2位(無差別)
- 1987年 -　全日本選手権　2位
- 1987年 -　全国警察柔道選手権大会　優勝(無差別)

(出典、JudoInside.com)。